# Ernest Medina
Ernest Lou Medina, né le 27 août 1936 à Springer au Nouveau-Mexique et mort le 8 mai 2018 à Peshtigo, dans le comté de Marinette, au Wisconsin, est un militaire américain.

## Biographie
Ernest Medina a servi pendant la guerre du Viêt Nam et a été acquitté par une cour martiale pour crimes de guerre en 1971. Il était en effet le commandant de la compagnie C, l'unité responsable du massacre de Mỹ Lai en 1968.
La théorie de la command responsibility (« responsabilité du commandement ») est parfois surnommée en lien avec le nom de Medina.